# Bjørn Tronstad
Bjørn Tronstad (født 11. april 1957 i Bergen, Norge) er en norsk tidligere fodboldspiller (angriber). Han repræsenterede SK Brann i sin fødeby, som han vandt to pokaltitler med, og spillede desuden fire kampe for Norges landshold.

## Titler
Norsk pokal
- 1976 og 1982 med SK Brann